# ماربل بار، استرالیای غربی
ماربل بار (به انگلیسی: Marble Bar) یک شهرک در استرالیا است که در استرالیای غربی واقع شده‌است.